# Junonia bipupillata
Junonia bipupillata är en fjärilsart som beskrevs av Embrik Strand 1912. Junonia bipupillata ingår i släktet Junonia och familjen praktfjärilar. Inga underarter finns listade i Catalogue of Life.